# Niedere Börde
Niedere Börde é um município alemão do estado federal da Saxônia-Anhalt. O município foi criado em 1 de janeiro de 2004 da fusão dos antigos municípios de Dahlenwarsleben, Groß Ammensleben, Gutenswegen, Jersleben, Klein Ammensleben, Meseberg, Samswegen e Vahldorf.

## Localidades
(populações em 31/12/2007):
- Bleiche
- Dahlenwarsleben (1 375)
- Gersdorf
- Groß Ammensleben (1 375)
- Gutenswegen (711)
- Jersleben (614)
- Klein Ammensleben (722)
- Meseberg (436)
- Samswegen (1 877)
- Vahldorf (494)
- Gipshütte
- Heidberg
- Jersleber See

## Demografia
Evolução dapopulação (em 31 de dezembro de cada ano):
- 1990 - 6 938
- 1995 - 7 017
- 2000 - 7 893
- 2001 - 7 850
- 2002 - 7 898
- 2003 - 7 904
- 2005 - 7 741
- 2006 - 7 680
- 2007 - 7 604

## Brasões
Brasão de Niedere Börde:
|  |

Brasões de localidades (municípios até 31/12/2003):

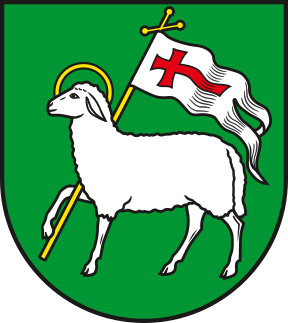
Dahlenwarsleben
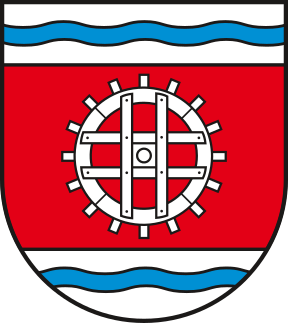
Jersleben
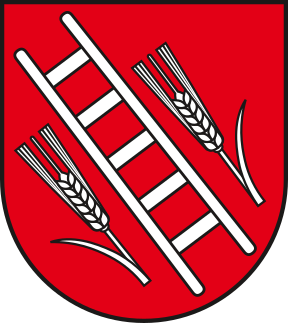
Meseberg
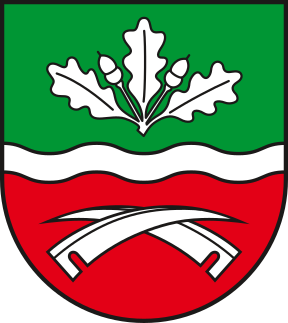
Samswegen
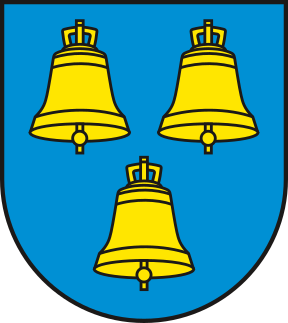
Vahldorf
Gutenswegen
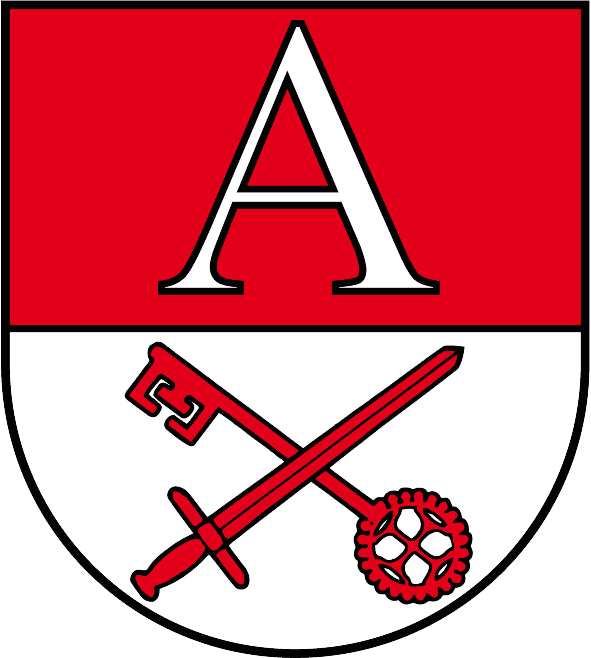
Groß Ammensleben
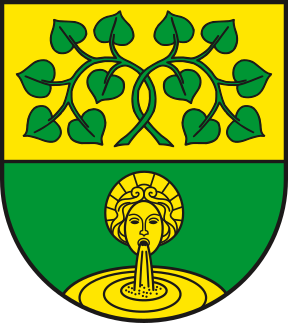
Klein Ammensleben